# NGC 2572
NGC 2572 je galaksija u zviježđu Raku.

## Vanjske poveznice
- SEDS: NGC 2572